# Озеро Роджерса
Озеро Роджерса — пересохле безстічне пустельне солоне озеро в пустелі Мохаве, Каліфорнія. Його тверда рівна поверхня забезпечує природне розширення злітно-посадочної смуги авіабази Едвардс.
З озером пов'язано багато відомих досягнень з встановлення рекордів швидкості:
- в 1979 році американський автогонщик Стен Барретт на автомобілі «Budweiser Rocket» розвинув швидкість 739.666 миль/год, рухаючись поверхнею озера. При цьому для наземного транспорта вперше було подолано швидкість звуку.

В 1985 році озеро визнане як Національний історичний пам'ятник.